# Opper-Oostenrijk (Habsburgse erflanden)

Wapen

Opper-Oostenrijk (Duits: Oberösterreich of Tirol und die Vorlande, Latijn: Austria Superior) is de collectieve benaming voor het westelijke deel van de Oostenrijkse erflanden. Opper-Oostenrijk bestond uit het Graafschap Tirol en de Habsburgse bezittingen in Zwaben, de Elzas en de Vorarlberg, die samen ook wel Voor-Oostenrijk genoemd werden.
Van 1406 tot 1490 werd Opper-Oostenrijk geregeerd door zelfstandige (aarts-)hertogen, totdat het gebied onder Maximiliaan I weer met de andere Oostenrijkse landen verenigd werd. In 1564 werden de Habsburgse landen opnieuw verdeeld en werd Opper-Oostenrijk weer afzonderlijk van de Habsburgse monarchie bestuurd. De laatste aartshertog, Sigismund Frans stierf in 1664 zonder erfgenamen, waarna zijn gebieden blijvend in de monarchie opgenomen werden.

## Heersers
Zelfstandige hertogen en aartshertogen
- 1406 - 1439: Frederik IV met de Lege Beurs
- 1439 - 1490: Sigismund (Werd in 1477 benoemd tot Aartshertog)
- 1490 - 1493: Maximiliaan I

Als onderdeel van de erflanden
- 1493 - 1519: Maximiliaan I
- 1519 - 1522: Karel V
- 1522 - 1564: Ferdinand I

Zelfstandig aartshertog
- 1564 - 1595: Ferdinand II

Als onderdeel van de erflanden
- 1595 - 1612: Rudolf II
- 1612 - 1619: Matthias
  - 1595 - 1618: Maximiliaan III (Stadhouder)
- 1619 - 1626: Ferdinand II
  - 1619 - 1626: Leopold V (Stadhouder)

Zelfstandige aartshertogen
- 1626 - 1632: Leopold V
- 1632 - 1662: Ferdinand Karel
  - 1632 - 1646: Claudia de' Medici (Regentes)
- 1662 - 1665: Sigismund Frans